# Estación La Rica (Belgrano)
La Rica era una estación ferroviaria ubicada en la localidad homónima del Partido de Chivilcoy, Provincia de Buenos Aires, Argentina.

## Servicios
La estación formaba parte del Ferrocarril Midland de Buenos Aires que unía la Estación Puente Alsina con la ciudad de Carhué. A partir de la nacionalización de 1948, pasó a formar parte del Ferrocarril General Belgrano.
La estación fue deshabilitada en 1977, año en el que el ramal ferroviario fue levantado y reducido llegando únicamente a la Estación Marinos del Crucero General Belgrano. 
Para fines de la década de 1980 ya no quedaba nada del edificio principal. Hoy se conservan sólo algunos anexos, el galpón y el tanque de agua.